# Demotywator

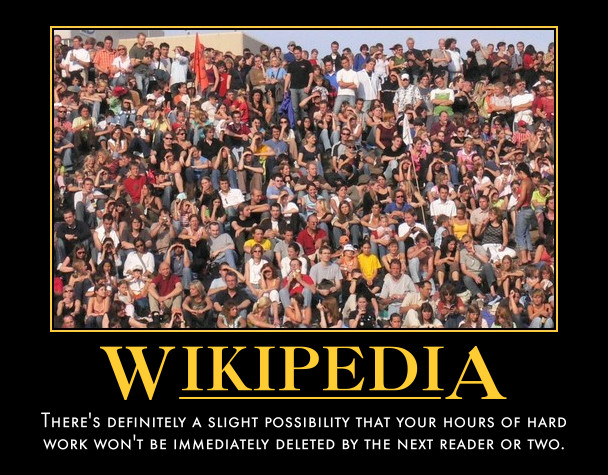
Demotywator Wikipedii. Treść: „Wikipedia. Istnieje niewielkie prawdopodobieństwo, że efekt twojej kilkugodzinnej pracy nie zostanie natychmiast skasowany przez kolejnego czytającego”

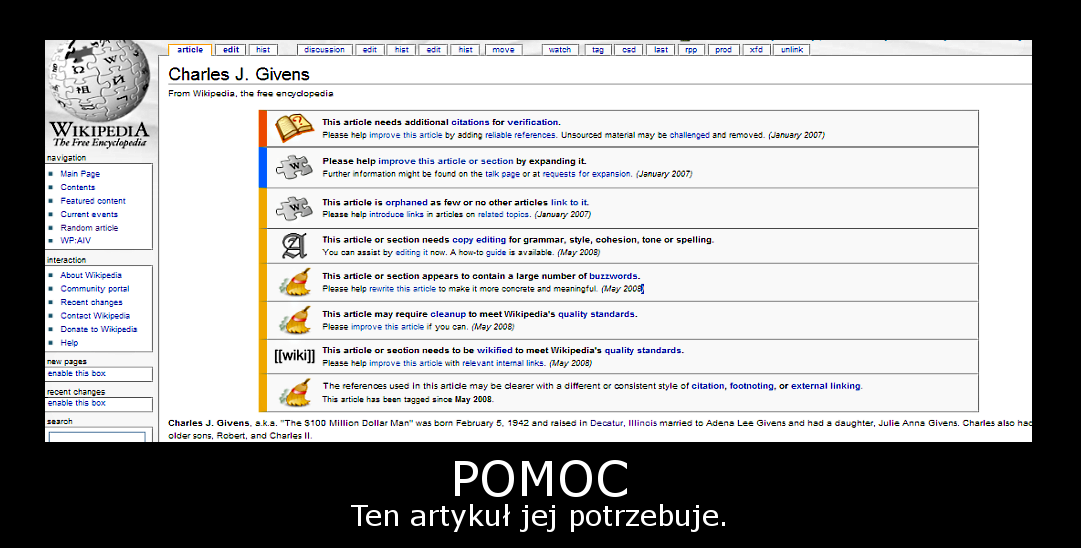
Demotywator o Wikipedii

Demotywator, demot – demotywujący obrazek, połączenie wymownego obrazka bądź zdjęcia z komentującym jego zawartość podpisem. Demotywator ma najczęściej charakter ironiczny lub cyniczny.
Demotywatory są parodią plakatów motywacyjnych. W wielu biurach (głównie amerykańskich) wiszą plakaty motywujące pracowników do osiągnięcia celu.
Za autora pierwowzorów demotywatorów uchodzi firma Despair, Inc. z USA, która prowadzi handel gadżetami (koszulki, kubki, kalendarze itd.) zawierającymi elementy graficzne tego typu. W Polsce powstał w 2008 serwis internetowy z demotywatorami – Demotywatory.pl.